# Eutelia transversata
Eutelia transversata là một loài bướm đêm trong họ Noctuidae.